# Тихомиров (лунный кратер)
Кратер Тихомиров (лат. Tikhomirov) — большой древний ударный кратер в северном полушарии обратной стороне Луны. Название присвоено в честь русского и советского изобретателя, специалиста по ракетной технике Николая Ивановича Тихомирова (1860—1930) и утверждено Международным астрономическим союзом в 1970 г. Образование кратера относится к донектарскому периоду.

## Описание кратера

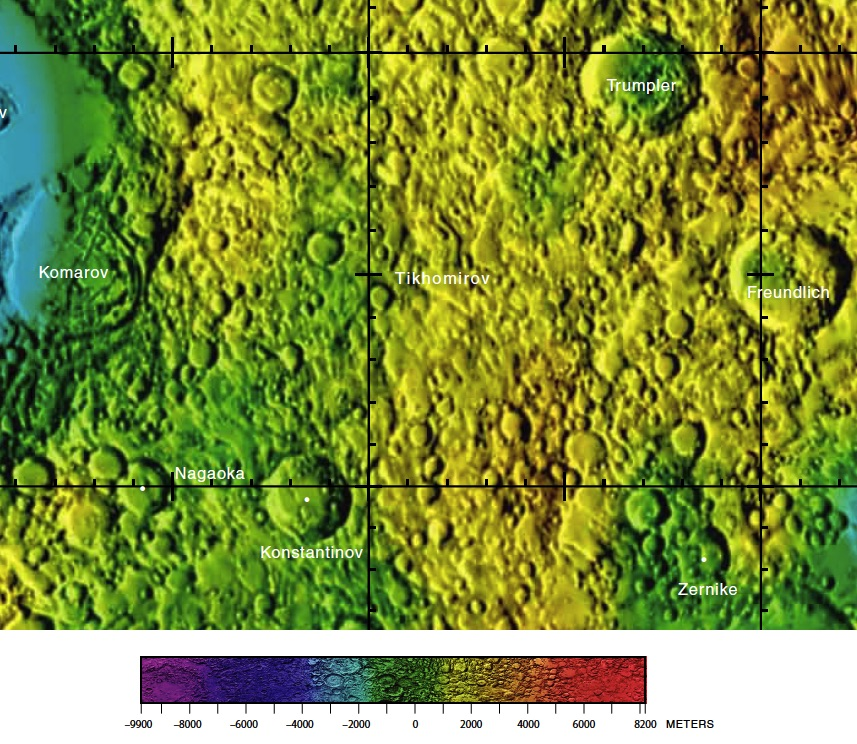
Окрестности кратера Тихомиров. Фрагмент карты обратной стороны Луны.

Ближайшими соседями кратера Тихомиров являются кратер Комаров на западе; кратер Трюмплер на северо-востоке и кратер Константинов на юге-юго-западе. На западе-северо-западе от кратера расположено Море Москвы. Селенографические координаты центра кратера 24°12′ с. ш. 161°20′ в. д. / 24,2° с. ш. 161,33° в. д., диаметр 86,4 км, глубина 2,7 км
Кратер Тихомиров практически полностью разрушен и превратился в трудно различимое на фоне окружающей местности понижение. Чаша кратера испещрена множеством кратеров различного размера.

## Сателлитные кратеры

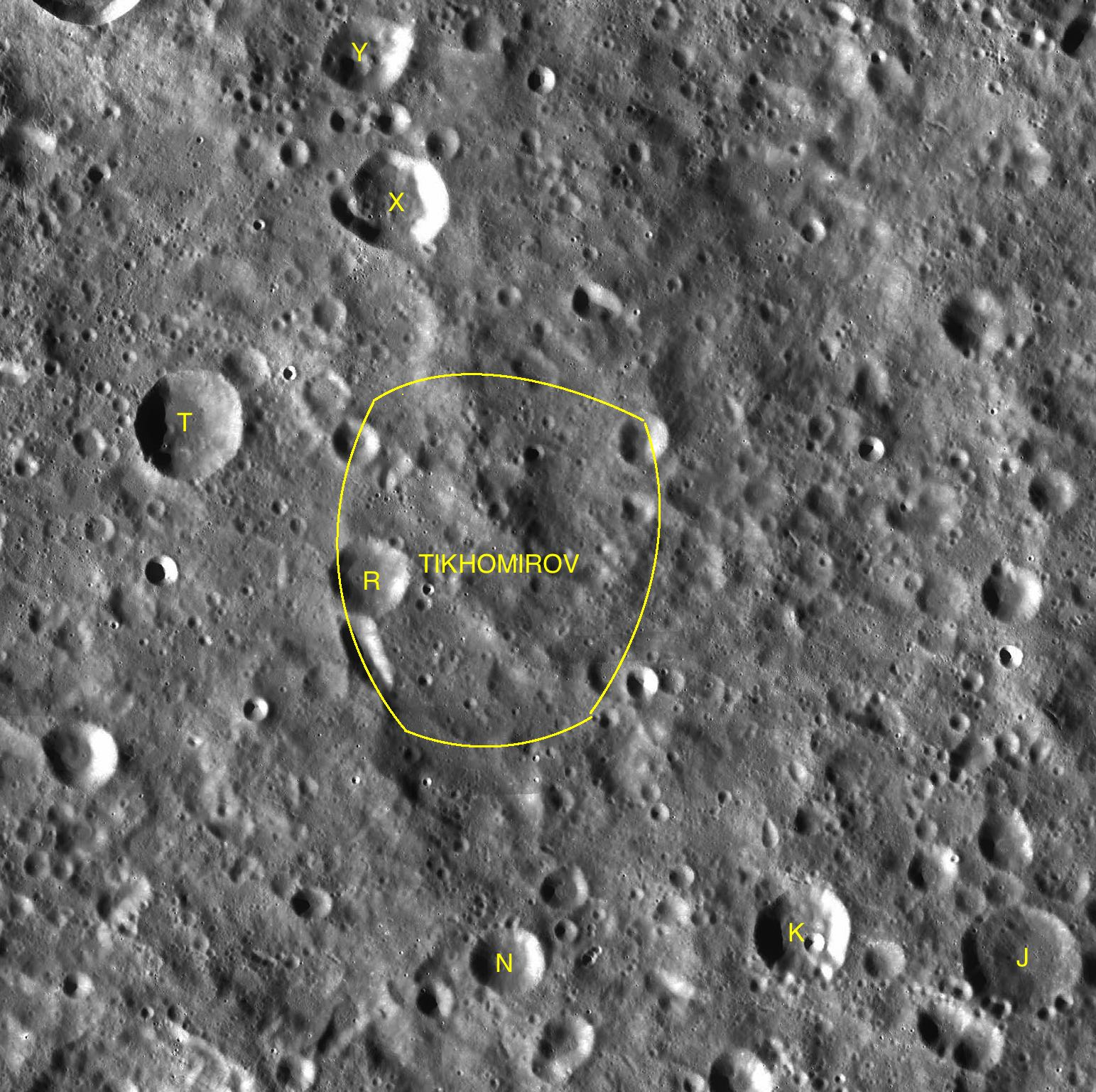
Фрагмент карты LAC-49.

| Тихомиров | Координаты                                              | Диаметр, км |
| --------- | ------------------------------------------------------- | ----------- |
| J         | 21°02′ с. ш. 165°46′ в. д. / 21,03° с. ш. 165,76° в. д. | 28,2        |
| K         | 21°19′ с. ш. 163°57′ в. д. / 21,31° с. ш. 163,95° в. д. | 23,2        |
| N         | 21°08′ с. ш. 161°28′ в. д. / 21,14° с. ш. 161,46° в. д. | 27,6        |
| R         | 24°11′ с. ш. 160°17′ в. д. / 24,19° с. ш. 160,29° в. д. | 19,0        |
| T         | 25°23′ с. ш. 158°43′ в. д. / 25,39° с. ш. 158,72° в. д. | 26,4        |
| X         | 27°10′ с. ш. 160°33′ в. д. / 27,16° с. ш. 160,55° в. д. | 24,8        |
| Y         | 28°21′ с. ш. 160°18′ в. д. / 28,35° с. ш. 160,3° в. д.  | 21,6        |

## См.также
- Список кратеров на Луне
- Лунный кратер
- Морфологический каталог кратеров Луны
- Планетная номенклатура
- Селенография
- Минералогия Луны
- Геология Луны
- Поздняя тяжёлая бомбардировка